# Matthias Ruffert
Matthias Ruffert (* 15. Juni 1966 in Gießen) ist ein deutscher Rechtswissenschaftler und Hochschullehrer an der Humboldt-Universität zu Berlin.

## Leben
Nach dem Abitur in Wetzlar begann Ruffert 1987 ein Studium der Rechtswissenschaften an der Universität Passau. Nach einem Auslandsaufenthalt am King’s College London wechselte er an die Universität Trier, wo er 1992 sein Erstes Juristisches Staatsexamen ablegte. Nach einem Praktikum bei der Europäischen Kommission leistete er ab 1994 am Landgericht Kiel sein Referendariat ab und legte 1996 in Hamburg sein Zweites Staatsexamen ab. Im selben Jahr promovierte er bei Meinhard Schröder zum Dr. iur., als dessen Assistent er nachfolgend arbeitete. Dort schloss er 2000 auch seine Habilitation ab.
Nach Lehrstuhlvertretungen an den Universitäten Freiburg und Mainz nahm Ruffert zum Wintersemester 2002/03 einen Ruf der Universität Jena auf den Lehrstuhl für Öffentliches Recht, Europarecht und Völkerrecht an. Diesen hatte er bis zu seinem Wechsel an die Humboldt-Universität zu Berlin zum Sommersemester 2016 inne. Seitdem hat er dort den Lehrstuhl für Öffentliches Recht und Europarecht inne. Von 2008 bis 2016 war er zudem Mitglied des Fachkollegiums Rechtswissenschaft der Deutschen Forschungsgemeinschaft. Außerdem war er von 2006 bis 2016 Richter am Thüringer Oberverwaltungsgericht und von 2010 bis 2015 Mitglied des Thüringer Verfassungsgerichtshofs. Darüber hinaus war er Gastprofessor an den Universitäten Paris XI, Sceaux (2006) und Toulouse I.
Ruffert war 2022 Prozessbevollmächtigter der Fraktionen der CDU und FDP bei einem Normenkontrollantrag gegen das Berliner Hochschulgesetz vor dem Verfassungsgerichtshof des Landes Berlin. Zuvor hatte er in einem Kurzgutachten eine Regelung des Berliner Hochschulgesetzes, nach der die Berliner Hochschulen unter bestimmten Umständen verpflichtet sind, befristet beschäftigten Postdocs eine unbefristete Beschäftigung anzubieten, für kompetenzwidrig gehalten.

## Werke (Auswahl)
- Subjektive Rechte im Umweltrecht der Europäischen Gemeinschaft. Unter besonderer Berücksichtigung ihrer prozessualen Durchsetzung. R. v. Decker, Heidelberg 1996, ISBN 3-7685-1296-7 (Dissertation).
- Vorrang der Verfassung und Eigenständigkeit des Privatrechts. Eine verfassungsrechtliche Untersuchung zur Privatrechtswirkung des Grundgesetzes. Mohr Siebeck, Tübingen 2001, ISBN 3-16-147628-X (Habilitationsschrift).
- Die Globalisierung als Herausforderung an das Öffentliche Recht. Boorberg, Stuttgart 2004, ISBN 3-415-03348-1.
- mit Sebastian Steinecke: The Global Administrative Law of Science. Springer, Heidelberg u. a. 2011, ISBN 978-3-642-21358-8.
- mit Manfred Baldus, Joachim Linck, Joachim Lindner, Holger Poppenhäger (Hrsg.): Die Verfassung des Freistaats Thüringen. Handkommentar, Nomos, Baden-Baden 2013, ISBN 978-3-8329-7245-5.
- Europäische Währungspolitik als Herausforderung für das Recht. Zentrum für Europäisches Wirtschaftsrecht, Bonn 2015.
- mit Christian Walter: Institutionalisiertes Völkerrecht. 2. Auflage. C.H. Beck, München 2015, ISBN 978-3-406-64737-6.
- Christian Calliess und Matthias Ruffert (Hrsg.): EUV/AEUV, Das Verfassungsrecht der Europäischen Union mit Europäischer Grundrechtecharta - Kommentar. 5. Auflage. C.H. Beck, München 2016, ISBN 978-3-406-68602-3.